# برنارد هیل
برنارد هیل (انگلیسی: Bernard Hill؛ ۱۷ دسامبر ۱۹۴۴ – ۵ مهٔ ۲۰۲۴) بازیگر انگلیسی بود. از نقش‌های او می‌توان به ناخدا ادوارد اسمیت در تایتانیک (۱۹۹۷)، یک زندانی در جرم واقعی (۱۹۹۹) و تئودن پادشاه روهان در سه‌گانهٔ ارباب حلقه‌ها (۲۰۰۲–۲۰۰۳) اشاره کرد.

## زندگی
برنارد هیل در ۱۷ دسامبر ۱۹۴۴ در بلیکلی، منچستر زاده شد. او در یک خانواده کاتولیک معادن‌کار بزرگ شد. هیل همزمان با ریچارد گریفیتس در کالج زاورین و سپس مدرسه درام پلی‌تکنیک منچستر تحصیل کرد. او در سال ۱۹۷۰ با مدرک دیپلم در رشته تئاتر دانش‌آموخته شد.
هیل از رابطه با سو آلن صاحب دختری به نام جی شد. او با بازیگر ماریانا هیل ازدواج کرد که از او صاحب پسری به نام گابریل شد. این زوج بعداً طلاق گرفتند. هیل در زمان مرگ با آلیسون نامزد بود.
هیل از حامیان دیرینه باشگاه فوتبال منچستر یونایتد بود.
هیل در سال ۲۰۱۹ یک مدرک افتخاری از دانشگاه ایست آنگلیا دریافت کرد.
هیل اواخر عمر در سافک زندگی می‌کرد. او در ۵ مه ۲۰۲۴ در سن ۷۹ سالگی درگذشت.

## قسمتی از فیلم‌شناسی
| نام فیلم                    | سال تولید | نقش                  | توضیحات |
| --------------------------- | --------- | -------------------- | ------- |
| گاندی                       | ۱۹۸۲      |                      |         |
| دوندگان                     | ۱۹۸۳      |                      |         |
| بونتی                       | ۱۹۸۴      | کول                  |         |
| زنجیر                       | ۱۹۸۴      | نیک                  |         |
| شرلی ولنتاین                | ۱۹۸۹      | جو برَدشاو            |         |
| شبح و ظلمت                  | ۱۹۹۶      | دکتر                 |         |
| تایتانیک                    | ۱۹۹۷      | کاپیتان ادوارد اسمیت |         |
| جرم درست                    | ۱۹۹۹      |                      |         |
| رؤیای شب نیمه تابستان       | ۱۹۹۹      |                      |         |
| شاه عقرب                    | ۲۰۰۲      | فیلوس                |         |
| ارباب حلقه‌ها: دو برج        | ۲۰۰۲      | شاه تئودِن            |         |
| گوتیکا                      | ۲۰۰۳      |                      |         |
| ارباب حلقه‌ها: بازگشت پادشاه | ۲۰۰۳      | شاه تئودِن            |         |
| ویمبلدون                    | ۲۰۰۴      | ادوراد کولت          |         |
| والکیری                     | ۲۰۰۸      | آلمانی بدون نام      |         |
| پارانورمن                   | ۲۰۱۲      | قاضی                 | صداپیشه |

## تئاتر
- شب دوازدهم (۱۹۷۸)
- مکبث (۱۹۸۶)
- باغ آلبالو (۱۹۸۹)
- چشم‌اندازی از پل (۱۹۹۵)

## بازی‌های ویدئویی
- دنیای وارکرفت: خشم پادشاه لیچ (۲۰۰۸)
- فیبل ۳ (۲۰۱۰)